# Recurs în anulare
Recursul în anulare a fost o cale de atac împotriva hotărârilor judecătorești irevocabile, în materie civilă, respectiv a hotărârilor definitive, în materie penală, exercitabilă de procurorul general, din oficiu sau la cererea ministrului justiției, la Curtea Supremă de Justiție.
Dispozițiile referitoare la instituția "recursului în anulare", atât în materie civilă, cât și în materie penală, au fost abrogate pe parcursul anilor 2003-2004.

## Hotărâri susceptibile de recurs în anulare
În materie civilă, hotărârile irevocabile pentru următoarele motive:
- când instanța a depășit atribuțiile puterii judecătorești;
- când s-au săvârșit infracțiuni de către judecători în legătură cu hotărârea pronunțată.

În materie penală, hotărârile definitive de condamnare, achitare și încetare a procesului penal pentru următoarele motive:
I. Cazurile în care recursul are efect cu privire la situația părților din proces: 
- instanța nu s-a pronunțat asupra unei fapte reținute în sarcina inculpatului prin actul de sesizare;
- când nu sunt întrunite elementele constitutive ale unei infracțiuni sau când instanța a pronunțat o hotărâre de condamnare pentru o altă faptă decât cea pentru care condamnatul a fost trimis în judecată, cu excepția cazurilor prevăzute în art. 334-337 din Codul de Procedură Penală;
- când inculpatul a fost condamnat pentru o faptă care nu este prevăzută de legea penală;
- când s-au aplicat pedepse greșit individualizate în raport cu prevederile art. 72 din Codul penal sau în alte limite decât cele prevăzute de lege;
- când persoana condamnată a fost mai înainte judecată în mod definitiv pentru aceeași faptă sau dacă există o cauză de înlăturare a răspunderii penale, pedeapsa a fost grațiată ori a intervenit decesul inculpatului;
- când, în mod greșit, inculpatul a fost achitat pentru motivul că fapta săvârșită de el nu este prevăzută de legea penală sau când, în mod greșit, s-a dispus încetarea procesului penal pentru motivul că există autoritate de lucru judecat sau o cauză de înlăturare a răspunderii penale ori că a intervenit decesul inculpatului;
- când faptei săvârșite i s-a dat o greșită încadrare juridică;
- când hotărârea este contrară legii sau când prin hotărâre s-a făcut o greșită aplicare a legii de natură să influențeze soluția procesului;
- când s-a comis o eroare gravă de fapt;
- când judecătorii de fond au comis un exces de putere, în sensul că au trecut în domeniul altei puteri constituite în stat.

II. Cazurile în care recursul poate fi declarat numai în favoarea condamnatului: 
- nu au fost respectate dispozițiile privind competența după materie sau după calitatea persoanei;
- instanța nu a fost sesizată legal;
- instanța nu a fost compusă potrivit legii ori s-au încălcat prevederile art. 292 alin. 2 din Codul de Procedură Penală sau a existat un caz de incompatibilitate;
- ședința de judecată nu a fost publică, în afară de cazurile când legea prevede altfel;
- judecata a avut loc fără participarea procurorului sau a inculpatului, când aceasta era obligatorie, potrivit legii;
- judecata a avut loc fără citarea legală a părților sau cu procedura de citare neîndeplinită;
- judecata a avut loc în lipsa apărătorului, când prezența acestuia era obligatorie;
- judecata s-a făcut fără efectuarea anchetei sociale, în cauzele cu infractori minori;
- când nu a fost efectuată expertiza psihiatrică a inculpatului în cazurile și în condițiile prevăzute în art. 117 alin. 1 și 2 din Codul de Procedură Penală;
- instanța a admis o cale de atac neprevăzută de lege sau introdusă tardiv.

## Reglementare
- Codul de Procedură Civilă
- Codul de Procedură Penală

## Suprimarea recursului în anulare
- În materie civilă, recursul în anulare a fost abrogat prin Ordonanța de urgență nr. 58/2003 privind modificarea și completarea Codului de procedură civilă, publicată în Monitorul Oficial, partea I nr. 460 din 28/06/2003;
- În materie penală, recursul în anulare a fost abrogat prin Legea nr. 576/2004 pentru modificarea și completarea Codului de procedură penală, publicată în Monitorul Oficial, Partea I nr. 1223 din 20/12/2004;